# عليسة

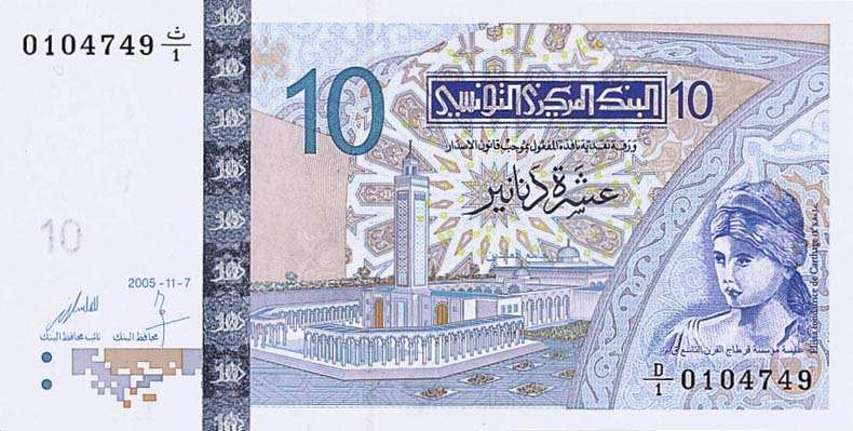
صورة عليسة على ورقة نقدية من فئة 10

عليسة (بالإنجليزية: Dido)، وتعرف أيضاً باسم أليسا أو أليسار، شخصية أسطورية ، وهي ابنة ملك صور ومؤسسة قرطاج وملكتها الأولى. اشتهرت بعد ذكرها في الإنياذة التي كتبها فرجيل. وعرفت بدهائها وحسن التدبير اللذان سمحا لها بإنشاء وحكم قرطاج في شمال أفريقية التي عرفت بتجارتها الواسعة وسيطرتها على بحار المتوسط. كما أن تصاهرها مع سكان شمال أفريقية أوجد الشعب البونيقي الذي استوطن سواحل المتوسط.

## اسمها
عرفت «عليسة» بعدة أسماء بحسب الحضارة التي تكلمت عنها. في الانيادة سميت ديدو وترجمة إلى العربية كـ ديدون. وديدو ذو أصول فينيقية تعني «الرحالة». كما سميت بـ«أليسا» التي يعتقد انها كلمة فينيقية مشتقة من كلمة «اليشات». وعرفت بدمج الاسمين: «اليسار ديدون» أي «الرحالة ديدون». كما تسمى اليسار بالثقافة اللبنانية.

## تاريخها

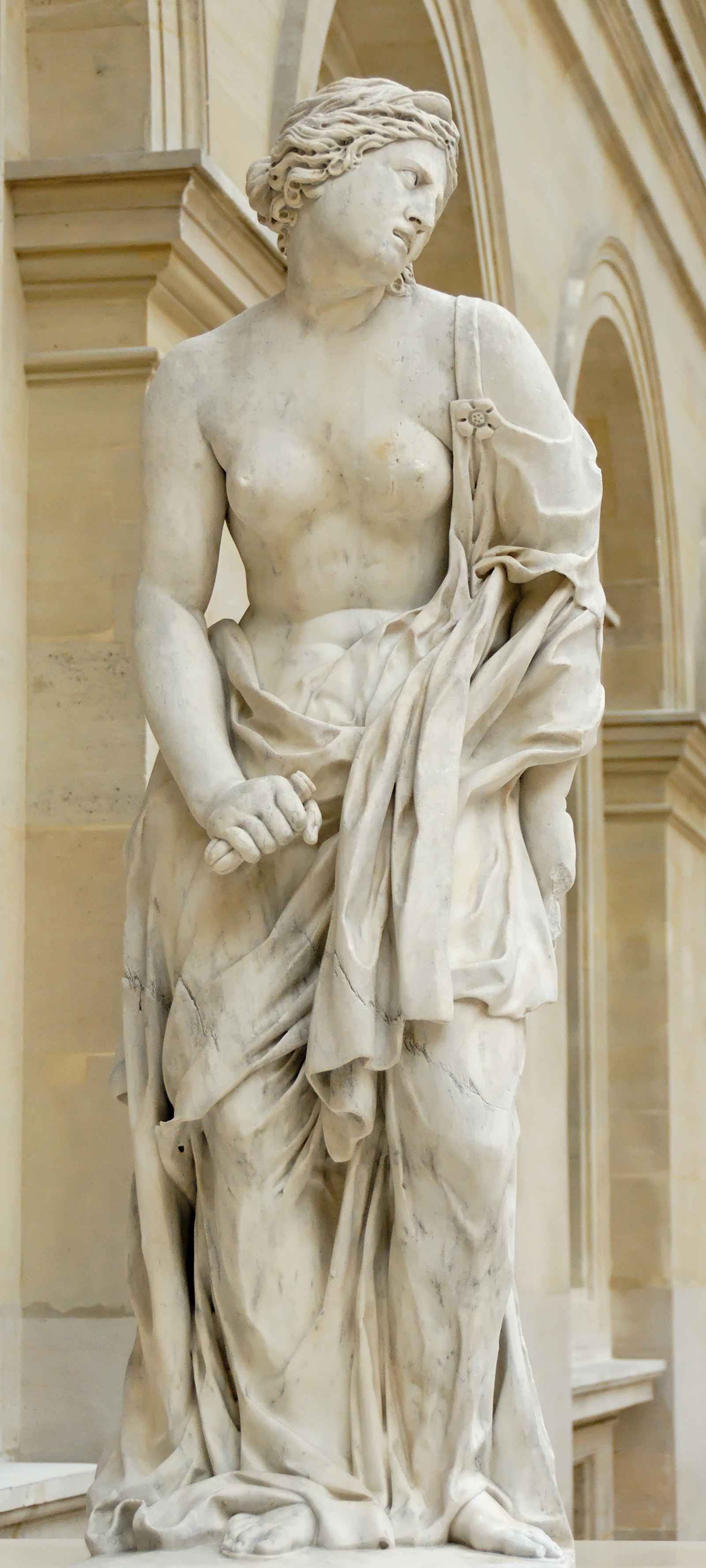
تمثال عليسة بمتحف اللوفر بباريس

عِلِّيسَة هي ابنة ملك صور وأخت بيغماليون. وكانت زوجة خالها[محل شك] الذي كان الكاهن الصوري الأعظم المسمى عاشر باص أو ما عرف بـزيكار بعل. وكانت مع أخيها الأصغر خليفة بيغماليون في الحكم. بعد وفاة والدها الملك، طمع أخوها بيغماليون بثروة عاشرباص الطائلة ورغب بالحكم مكان أخته. فدبر قتل الكاهن وحاول قتل اخته. إلا أنها غادرت مدينة صور بفينيقيا (لبنان حاليا) وأبحرت مع أوفيائها بعد أن اخذت كنوزها معها باتجاه إحدى المستوطنات الفينيقية طلبا للأمان. وبعد رحلة بحرية طويلة، رست السفن على ساحل شمال أفريقيا في تونس الحالية. وقررت إنشاء مدينة سمتها قرطاج أو «قَرْتْ حَدَشْتْ» (أي القرية الحديثة) في اللغة الفينيقية.

### أسطورة تأسيس المدينة
هاجر الفينيقيون إلى قبرص ومن ثم إلى مصر وبعد الإستأذان من ملك مصر في اكتشاف الأراضي في مصر الجديدة ليبيا اكتشفوا قرطاج والتي كانت موطن البربر السكان الأصليون وهذا يتبين من العملة الفينيقية القرطاجية، وتم توظيف السكان في خدمتهم وفتحوا للسكان باب التجارة والعمل حتى ازدهرت النقطهة التجارية المسماهدة قرطاج ومن قبلها عتيقة الفينيقية.